# 14 Андромеды b
14 Андромеды b (обозначение: 14 And b; официальное название: Спе) — очень тёплый газовый гигант (R/Rэф = 0,11). Обращается вокруг 14 Андромеды — красного гиганта спектрального класса K0 III в созвездии Андромеды по круговой орбите на расстоянии 0,83 а. е. и делает один оборот за 185,84 ± 0,23 суток. Находится в 249 световых годах от Земли. Имеет массу 4,8 масс Юпитера.
Открыт группой японских астрономов под руководством Сато (Bun’ei Sato) в 2008 году. Всего этой группой было открыто целых три массивные планеты у трёх звёзд красных гигантов 14 Андромеды, 6 Рыси и 81 Кита. Все эти звёзды на пределе видимости видны невооружённым глазом.

## Название
Планета и центральная звезда системы относятся к списку планетных систем, выбранных Международным астрономическим союзом для общественного обсуждения по присвоению названий экзопланетам и их звёздам (тем из них, у которых собственного имени ещё нет). Процесс обсуждения включает общественное выдвижение и голосование за новые имена с участием общественности, после чего МАС официально утверждает новые названия. В декабре 2015 года МАС объявил, что выигравшие названия (предложенные обществом любителей астрономии из г. Тандер-Бей, Канада) таковы:
- Веритате (Veritate) для звезды. Отложительный падеж (аблатив) от лат. veritas «истина», означает приблизительно «где есть истина». Предложенное изначально название в именительном падеже (Veritas) не использовано, чтобы избежать смешения с астероидом (490) Веритас из Солнечной системы.
- Спе (Spe) для планеты. Отложительный падеж (аблатив) от лат. spes «надежда», означает приблизительно «где есть надежда».